# Melchior de Berlier-Tourtour
Pour les articles homonymes, voir Berlier (homonymie) et Tourtour.
Melchior de Berlier-Tourtour, né à Draguignan le 20 décembre 1745 et où il meurt le 28 mai 1820, est docteur de la Sorbonne, prieur de Saint Denis en Gâtinois, vicaire général du Mans, puis chanoine honoraire de Paris où il vit une grande partie de sa vie.

## Biographie
Membre de la famille Berlier de Vauplane, Melchior de Berlier est le fils d'Étienne Augustin de Berlier, co-seigneur de Tourtour, conseiller du roi à la sénéchaussée de Draguignan, et d'Emmanuelle Honorée Renom, dame de La Baume. Il a comme frère François-Augustin de Berlier-Tourtour de La Rémolle et Étienne de Berlier-Tourtour.
Selon l’historien Frédéric Mireur, il aurait été précepteur page du roi sous l’Ancien Régime. 
Il émigre dès le début de la Révolution française, à Jersey où se trouve 10 à 12.000 émigrés. Il y prononce le 21 janvier 1794 la première oraison funèbre de Louis XVI où il développe notamment une vision de la monarchie de droit divin et de l'organisation de la société.  
Il retourne en France 1803.
Frappé par les lois sur les émigrés de 1792 et 1793 qui punissent ceux-ci de bannissement à perpétuité et la peine de mort pour ceux qui rentrent ainsi que de la saisie de leurs biens, l’abbé Berlier voit tous ses biens vendus.